# Brassaiopsis angustifolia
Brassaiopsis angustifolia är en araliaväxtart som beskrevs av Kuo Mei Feng. Brassaiopsis angustifolia ingår i släktet Brassaiopsis och familjen Araliaceae. Inga underarter finns listade.